# 7 Days of a Life
7 Days of a Life è una raccolta di brani inediti del genere neoprogressive, pubblicata nel 1992 dall'etichetta discografica francese Musea.

## Il disco
7 Days of a Life contiene sette brani di altrettanti gruppi musicali provenienti da nazioni differenti. Il disco è un concept album i cui brani sono indicati con i giorni della settimana per indicare l'argomento che li unisce, ovvero le fasi dell'esistenza umana.

## Tracce
1. Kerrs Pink – Man – 10:40
2. Halloween – March – 9:30
3. Rousseau – Wednesday – 7:55
4. North Star – Thursday – 5:41
5. Vermilion Sands – The Love in the Cage – 6:58
6. Ezra Winston – Dark Angel Suite – 6:54
7. Sagrado Coração da Terra – The Central Sun of the Universe – 11:35